# Škoda Octavia
L'Skoda Octavia és un automòbil del segment C produït pel fabricant txec Škoda des de l'any 1996. L'Octavia comparteix elements estructurals i mecànics amb nombrosos models del Grup Volkswagen, com l'Audi A3, el SEAT Toledo i el Volkswagen Jetta.
És un tracción davantera amb motors davanters transversals de quatre cilindres que s'ofereix amb carrosseries liftback i familiar de cinc portes. Al contrari que la majoria dels seus rivals, no existeix cap carrosseria hatchback en la seva gamma, pel que de vegades se'l considera del segment D.

## Primera generació (Typ 1U; 1996-2004)
La primera generació de l'Octavia va reemplaçar al SEAT Toledo dintre del Grup Volkswagen com l'únic model amb carrosseria liftback. Les seves dimensions exteriors són similars a les els seus germans amb similars carrosseries.
Els motors de gasolina són un 1.4 litres de 75 CV de potència màxima, un 1.6 litres en variants de 75 i 100 CV, un 2.0 litres de 115 CV i un 1.8 litres en versions atmosférica de 125 CV i amb turbocompressor i 150 o 180 CV de potència. Els diésel són 1.9 litres amb injecció directa en variants atmosférica de 75 CV i amb turbocompressor de 90, 100, 105, 110, 115 o 130 CV de potència màxima.
Aquesta generació continua en producció amb alt nivell de vendes en certs mercats. En alguns països se'l comercialitza actualment com l'Octavia Tour o Laura, per a distingir-lo de la segona generació.

## Segona generació (Typ 1Z; 2004-2012)
Els motors de gasolina són un 1.4 litres de 75 CV, un 1.6 litres amb injecció indirecta i 102 CV i un amb injecció directa i 115 CV, i un 2.0 litres amb injecció directa en versions atmosfèrica i 150 CV i turbocomprimit de 200 CV. Els dièsel que tenen bomba injectora són un 1.9 litres amb i 105 CV, i un 2.0 litres en variants de 140 CV o 170 CV.
L'Scout és una variant de l'Octavia familiar amb tracció a les quatre rodes i accessoris propis d'un automòbil tot-terreny.

## Tercera generació (Typ 5E; des del 2012-2019)
L'11 de desembre de 2012 es presenta el Skoda Octavia de tercera generació que utilitza la nova plataforma MQB de Volkswagen. El nou model s'inspira en la nova tendencia de disseny introduïda per Jozef Kaba amb el prototipo Vision D i posterior Mission L, amb un creixement notable de les mides respecte del seu predecessor, sent 90mm més llarg, 45 mm més ample, i amb una distància entre eixos 108mm major que la segona generació de l'Octavia. Tot i l'increment de les mides, es redueix el pes del vehicle fins en 102Kg gràcies a una cuidada selecció de materials, a més conserva el porto posterior de les generacions anteriors i el volum del bagul ascendeix a 590 litres en el sedan i 610 litres en el combi.

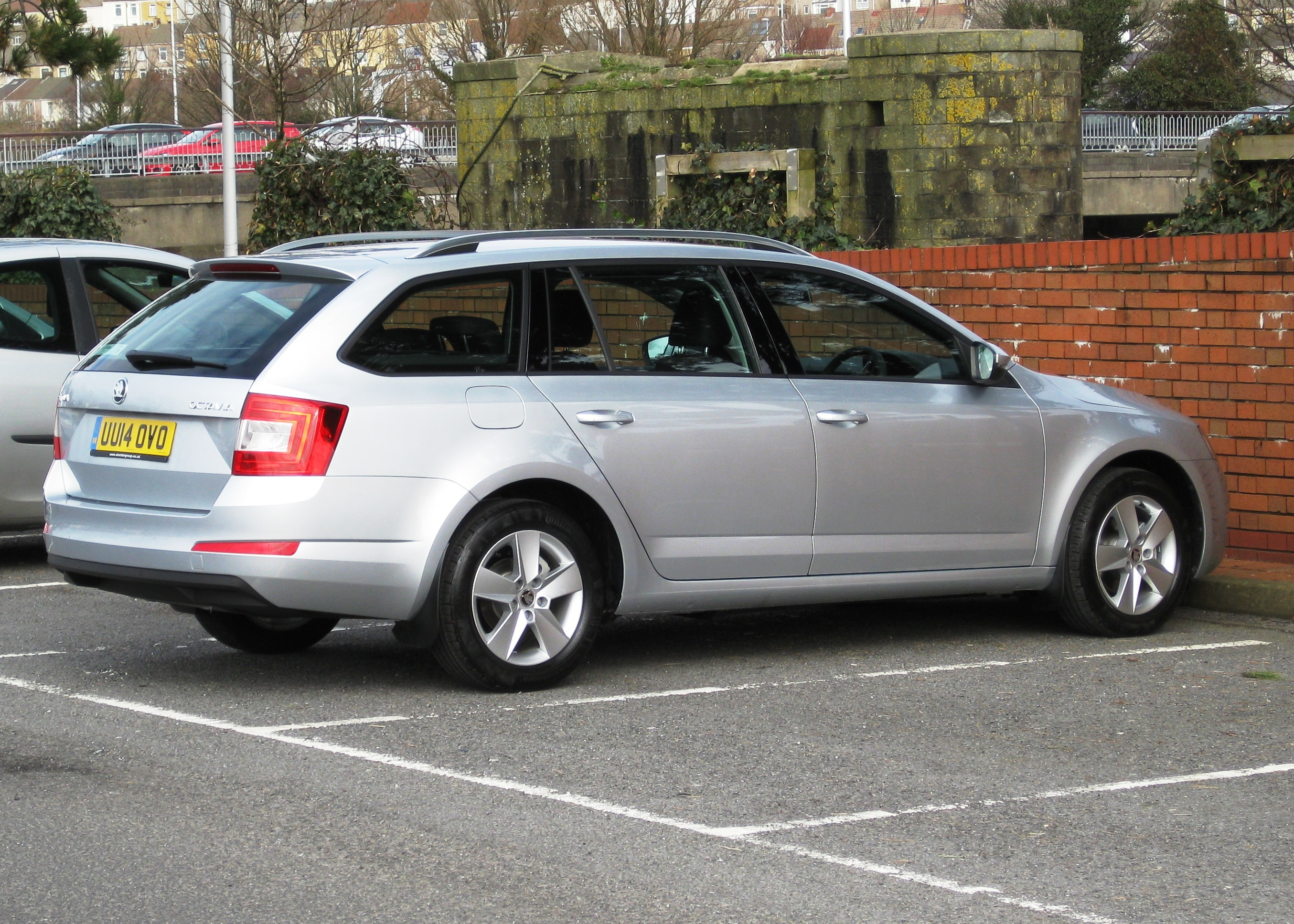
Versió combi

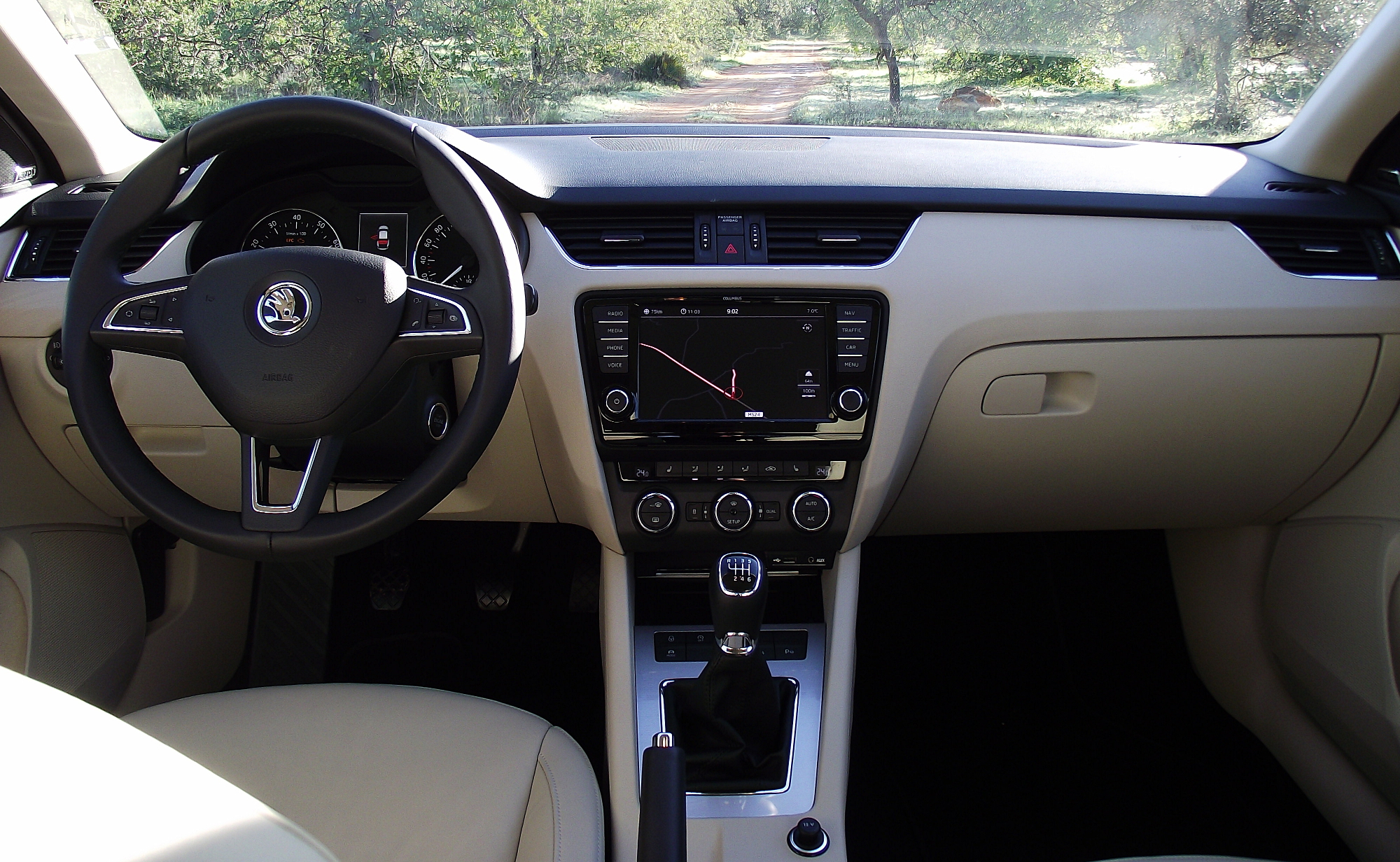
Interior

La tercera generació de l'Octavia és el primer cotxe Skoda a oferir radar de càmera frontal i múltiples funcions. El sensor de radar al para-xocs davanter controla l'àrea en la part davantera del vehicle i contínuament avalua la distància, la direcció i la velocitat de tots els objectes propers (no només el trànsit). Aquest radar proporciona dades per als dos assistents de l'Octavia: el Front Assistant (advertència de col·lisió cap endavant i la frenada d'emergència) i Adaptive Cruise Assistant (control de creuer adaptatiu). Una càmera de focus fix multifunció monocromàtica està muntada al parabrisa davant del mirall retrovisor, i la funció de Lane Assistant (sistema de manteniment de carril), Intelligent Light Assistant(control automàtic de les llums de carretera) i Traffic Sign Recognition (reconeix i permet mostrar els senyals de trànsit a les pantalles d'ordinador, tant de bord i de navegació per satèl·lit).
L'Octavia disposa de nombrosos detalls anomenats "Simplement Clever ', és a dir, raspador de gel dins de la tapa del dipòsit de combustible, cubell de les escombraries a l'interior del panell de la porta, estoreta de bagul de doble cara (goma / tèxtil). Sostre solar panoràmic d'inclinació - està disponible com una opció - d'una sola peça de la berlina Octavia i de dues peces per l'Octavia Combi. Les equips de música de cotxe model Bolero, Amundsen i Columbus estan protegits contra el robatori per la separació física de la pantalla central i la mateixa unitat central del sistema multimèdia.

### Versions

#### Octavia Scout
El Škoda Scout és un model basat en l'Octavia Combi amb tracció a les quatre rodes. Té una suspensió diferent que, juntament amb uns pneumàtics de major perfil, deixa la carrosseria 3,1 centímetres més lluny del sòl -17,1 centímetres en total d'altura lliure- i que millora la seva capacitat per circular per vies no asfaltades
La gamma de motors del Scout és més reduïda que la de l'Octavia Combi. Només n'hi ha un de gasolina -1.8 TSI de 179 CV i dos dièsel -2.0 TDI de 150 i 184 CV. Els dos més potents van units a una caixa del canvi automàtica de doble embragatge DSG amb sis velocitats, mentre que el de 150 CV únicament es pot triar amb una caixa manual amb el mateix nombre de relacions.
Tots els Scout tenen Start & Stop i un sistema de tracció total connectable automàticament a través d'un embragatge de discs múltiples Haldex de cinquena generació (el mateix que poden portar algunes versions de l'Octavia Combi, del SEAT León ST o del Volkswagen Golf). Aquest embragatge s'acobla automàticament les rodes posteriors a les davanteres quan la centraleta de control detecta pèrdues de tracció.
A l'exterior es diferencia de l'Octavia Combi perquè la distància lliure fins a terra és superior, perquè els para-xocs tenen un disseny diferent i per unes proteccions de plàstic negre sense pintar situades en alguns punts la carrosseria -Passos de roda, para-xocs i part inferior de les portes-. A més, inclou una sèrie de cobertes de plàstic per protegir els baixos davant possibles cops o fregaments contra pedres.

### Seguretat
El Škoda Octavia 2013 va passar el test de seguretat Euro NCAP amb els següents resultats
| Euro NCAP test results      |       |
| --------------------------- | ----- |
| Škoda Octavia 2013          |       |
| Test                        | Score |
| Adult ocupant:              | 93%   |
| Infant occupant:            | 86%   |
| Peató:                      | 66%   |
| Assistència a la seguretat: | 66%   |

### Motoritzacions
síntesis del motors disponibles a la tercera generació del skoda octavia (A7, Typ 5E)

#### Tracció davantera, inclòs versió vRS
Motors benzina
| Nom motor       | Producció | Codi motor (família) | Desplaçament, Configuració, Distribució, Sistema d'admissió, Alimentació | Potència màx.                            | Parell màx.                          | Canvi de marxes (tipus), drive | Vel màx [km/h] | 0–100 km/h [s] | Consum combinat [l/100 km] | CO2 [g/km] |
| --------------- | --------- | -------------------- | ------------------------------------------------------------------------ | ---------------------------------------- | ------------------------------------ | ------------------------------ | -------------- | -------------- | -------------------------- | ---------- |
| 1.2 TSI 63 kW   | 2013-     | CJZB (EA211)         | 1197 ccm, I4, 16V DOHC, turbocharged                                     | 63 kW (86 PS; 85 hp) at 4300-5300 rpm    | 160 Nm. (118 lb•ft) at 1400-3500 rpm | 5-speed manual                 | 181            | 12.0           | 5.2                        | 119        |
| 1.2 TSI 77 kW   | 2013-     | CJZA (EA211)         | 1197 ccm, I4, 16V DOHC, turbocharged                                     | 77 kW (105 PS; 103 hp) at 4500-5500 rpm  | 175 Nm. (129 lb•ft) at 1400-4000 rpm | 6-speed manual                 | 196            | 10.3           | 4.9                        | 114        |
| 1.2 TSI 77 kW   | 2013-     | CJZA (EA211)         | 1197 ccm, I4, 16V DOHC, turbocharged                                     | 77 kW (105 PS; 103 hp) at 4500-5500 rpm  | 175 Nm. (129 lb•ft) at 1400-4000 rpm | 5-speed manual                 | 196            | 10.3           | 5.2                        | 119        |
| 1.2 TSI 77 kW   | 2013-     | CJZA (EA211)         | 1197 ccm, I4, 16V DOHC, turbocharged                                     | 77 kW (105 PS; 103 hp) at 4500-5500 rpm  | 175 Nm. (129 lb•ft) at 1400-4000 rpm | 7-speed DSG                    | 196            | 10.5           | 5.0                        | 115        |
| 1.4 G-TEC 81 kW | 2014-     | CPWA (EA211)         | 1395 ccm, I4, 16V DOHC, TSI bi-fuel, turbocharged                        | 81 kW (110 PS, 109 hp) at 4800-6000 rpm  | 200 Nm (148 lb.ft) at 1500-3500 rpm  | 6-speed manual (MQ200), FWD    | 195            | 10.9           | 5.4                        | 97         |
| 1.6 MPI 81 kW   | 2014-     | CWVA (EA211)         | 1598 ccm, I4, 8V SOHC, naturally aspirated                               | 81 kW (110 PS; 107 hp) at 5500-5800 rpm  | 155 Nm. (114 lb•ft) at 3800 rpm      | 5-speed manual (MQ200), FWD    | 192            | 10.6           | 6.4                        | 149        |
| 1.6 MPI 81 kW   | 2014-     | CWVA (EA211)         | 1598 ccm, I4, 8V SOHC, naturally aspirated                               | 81 kW (110 PS; 107 hp) at 5500-5800 rpm  | 155 Nm. (114 lb•ft) at 3800 rpm      | 6-speed automatic (AQ160), FWD | 190            | 12.0           | 6.7                        | 155        |
| 1.4 TSI 103 kW  | 2013-     | CHPA (EA211)         | 1395 ccm, I4, 16V DOHC, turbocharged                                     | 103 kW (140 PS; 138 hp) at 4500-6000     | 250 Nm. (184 lb•ft) at 1500-3500 rpm | 6-speed manual (MQ250), FWD    | 215            | 8.4            | 5.3                        | 121        |
| 1.4 TSI 103 kW  | 2013-     | CHPA (EA211)         | 1395 ccm, I4, 16V DOHC, turbocharged                                     | 103 kW (140 PS; 138 hp) at 4500-6000     | 250 Nm. (184 lb•ft) at 1500-3500 rpm | 7-speed DSG (DQ200), FWD       | 215            | 8.5            | 5.0                        | 116        |
| 1.8 TSI 132 kW  | 2013-     | CJSA (EA888-Gen3)    | 1798 ccm, I4, 16V DOHC, TSI, turbocharged                                | 132 kW (180 PS; 177 hp) at 5100-6200 rpm | 250 Nm. (184 lb•ft) at 1250-5000 rpm | 6-speed manual (MQ250), FWD    | 231            | 7.3            | 6.1                        | 141        |
| 1.8 TSI 132 kW  | 2013-     | CJSA (EA888-Gen3)    | 1798 ccm, I4, 16V DOHC, TSI, turbocharged                                | 132 kW (180 PS; 177 hp) at 5100-6200 rpm | 250 Nm. (184 lb•ft) at 1250-5000 rpm | 7-speed DSG (DQ200), FWD       | 231            | 7.4            | 5.7                        | 131        |
| 2.0 TSI 162 kW  | 2013-     | CHHB (EA888-Gen3)    | 1984 ccm, I4, 16V DOHC, TSI, turbocharged                                | 162 kW (220 PS; 217 hp) at 4500-6200 rpm | 350 Nm. (258 lb•ft) at 1550-4400 rpm | 6-speed manual (MQ350), FWD    | 248            | 6.8            | 6.2                        | 142        |
| 2.0 TSI 162 kW  | 2013-     | CHHB (EA888-Gen3)    | 1984 ccm, I4, 16V DOHC, TSI, turbocharged                                | 162 kW (220 PS; 217 hp) at 4500-6200 rpm | 350 Nm. (258 lb•ft) at 1550-4400 rpm | 6-speed DSG (DQ250), FWD       | 245            | 6.9            | 6.4                        | 149        |

Motors Diesel
| Nom motor                      | Producció | Codi motor (família) | Desplaçament, Configuració, Distribució, Sistema d'admissió, Alimentació | Potència màx.                            | Parell màx.                         | Canvi de marxes (tipus), drive | Vel màx [km/h] | 0–100 km/h [s] | Consum combinat [l/100 km] | CO2 [g/km] |
| ------------------------------ | --------- | -------------------- | ------------------------------------------------------------------------ | ---------------------------------------- | ----------------------------------- | ------------------------------ | -------------- | -------------- | -------------------------- | ---------- |
| 1.6 TDI CR DPF 66 kW           | 2013-     | CLHB (EA288)         | 1598 ccm, I4, 16V DOHC, common-rail, turbocharged                        | 66 kW (90 PS; 89 hp) at 2750-4800 rpm    | 230 Nm (170 lb•ft) at 1400-2700 rpm | 5-speed manual (MQ250), FWD    | 186            | 12.2           | 4.1                        | 109        |
| 1.6 TDI CR DPF 77 kW           | 2012-     | CLHA (EA288)         | 1598 ccm, I4, 16V DOHC, common-rail, turbocharged                        | 77 kW (105 PS; 103 hp) at 3000-4000 rpm  | 250 Nm (184 lb•ft) at 1500-2750 rpm | 5-speed manual (MQ250), FWD    | 194            | 10.8           | 3.8                        | 99         |
| 1.6 TDI CR DPF 77 kW           | 2013-     | CLHA (EA288)         | 1598 ccm, I4, 16V DOHC, common-rail, turbocharged                        | 77 kW (105 PS; 103 hp) at 3000-4000 rpm  | 250 Nm (184 lb•ft) at 1500-2750 rpm | 7-speed DSG (DQ200), FWD       | 194            | 10.9           | 3.9                        | 102        |
| 1.6 TDI CR DPF 81 kW GreenLine | 2013-     | CLHA (EA288)         | 1598 ccm, I4, 16V DOHC, common-rail, turbocharged                        | 81 kW (110 PS; 107 hp) at 3250-4000 rpm  | 250 Nm (184 lb•ft) at 1500-3000 rpm | 6-speed manual (MQ250), FWD    | 206            | 10.6           | 3.2                        | 85         |
| 2.0 TDI CR DPF 105 kW          | 2013-     | CRVC (EA288)         | 1968 ccm, I4, 16V DOHC, common-rail, turbocharged                        | 105 kW (143 PS; 141 hp) at 3500-4000 rpm | 320 Nm (236 lb•ft) at 1750-3000 rpm | 6-speed manual (MQ350), FWD    | 215            | 8.7            | 4.6                        | 121        |
| 2.0 TDI CR DPF 105 kW          | 2013-     | CRVC (EA288)         | 1968 ccm, I4, 16V DOHC, common-rail, turbocharged                        | 105 kW (143 PS; 141 hp) at 3500-4000 rpm | 320 Nm (236 lb•ft) at 1750-3000 rpm | 6-speed DSG (DQ250), FWD       | 212            | 8.9            | 5.1                        | 133        |
| 2.0 TDI CR DPF 110 kW          | 2013-     | CKFC (EA288)         | 1968 ccm, I4, 16V DOHC, common-rail, turbocharged                        | 110 kW (150 PS; 148 hp) at 3500-4000 rpm | 320 Nm (236 lb•ft) at 1750-3000 rpm | 6-speed manual (MQ350), FWD    | 218            | 8.5            | 4.5                        | 116        |
| 2.0 TDI CR DPF 110 kW          | 2012-     | CKFC (EA288)         | 1968 ccm, I4, 16V DOHC, common-rail, turbocharged                        | 110 kW (150 PS; 148 hp) at 3500-4000 rpm | 320 Nm (236 lb•ft) at 1750-3000 rpm | 6-speed DSG (DQ250), FWD       | 215            | 8.6            | 4.5                        | 119        |
| 2.0 TDI CR DPF 135 kW          | 2013-     | CUPA (EA288)         | 1968 ccm, I4, 16V DOHC, common-rail, turbocharged                        | 135 kW (184 PS; 181 hp) at 3500-4000 rpm | 380 Nm (280 lb•ft) at 1750-3000 rpm | 6-speed manual (MQ350), FWD    | 232            | 8.1            | 4.6                        | 119        |
| 2.0 TDI CR DPF 135 kW          | 2013-     | CUPA (EA288)         | 1968 ccm, I4, 16V DOHC, common-rail, turbocharged                        | 135 kW (184 PS; 181 hp) at 3500-4000 rpm | 380 Nm (280 lb•ft) at 1750-3000 rpm | 6-speed DSG (DQ250), FWD       | 230            | 8.2            | 5.0                        | 129        |

#### Tracció total - 4x4, inclòs versió Scout
Motors benzina
| Nom motor      | Producció | Codi motor (família) | Desplaçament, Configuració, Distribució, Sistema d'admissió, Alimentació | Potència màx.                            | Parell màx.                         | Canvi de marxes (tipus), drive | Vel màx [km/h] | 0–100 km/h [s] | Consum combinat [l/100 km] | CO2 [g/km] |
| -------------- | --------- | -------------------- | ------------------------------------------------------------------------ | ---------------------------------------- | ----------------------------------- | ------------------------------ | -------------- | -------------- | -------------------------- | ---------- |
| 1.8 TSI 132 kW | 2013-     | CSJB (EA888-Gen3)    | 1798 ccm, I4, 16V DOHC, TSI, turbocharged                                | 132 kW (180 PS; 177 hp) at 4500-6200 rpm | 280 Nm (207 lb•ft) at 1350-4500 rpm | 6-speed DSG (DQ250), AWD       | 227            | 7.5            | 6.7                        | 154        |

Motors diesel
| Nom motor             | Producció | Codi motor (família) | Desplaçament, Configuració, Distribució, Sistema d'admissió, Alimentació | Potència màx.                            | Parell màx.                         | Canvi de marxes (tipus), drive | Vel màx [km/h] | 0–100 km/h [s] | Consum combinat [l/100 km] | CO2 [g/km] |
| --------------------- | --------- | -------------------- | ------------------------------------------------------------------------ | ---------------------------------------- | ----------------------------------- | ------------------------------ | -------------- | -------------- | -------------------------- | ---------- |
| 1.6 TDI CR DPF 77 KW  | 2013-     | CLHA (EA288)         | 1598 ccm, I4, 16V, DOHC common-rail, turbocharged                        | 77 kW (105 PS; 103 hp) at 3000-4000 rpm  | 250 Nm (184 lb•ft) at 1500-2750 rpm | 6-speed manual (MQ350), AWD    | 188            | 11.7           | 4.5                        | 119        |
| 2.0 TDI CR DPF 110 kW | 2013-     | CKFC (EA288)         | 1968 ccm, I4, 16V DOHC, common-rail, turbocharged                        | 110 kW (150 PS; 148 hp) at 3500-4000 rpm | 320 Nm (236 lb•ft) at 1750-3000 rpm | 6-speed manual (MQ350), AWD    | 213            | 8.7            | 4.9                        | 124        |
| 2.0 TDI CR DPF 135 kW | 2014-     | CUNA (EA288)         | 1968 ccm, I4, 16V DOHC, common-rail, turbocharged                        | 135 kW (184 PS; 181 hp) at 3500-4000 rpm | 380 Nm (280 lb•ft) at 1750-3250 rpm | 6-speed DSG (DQ250), AWD       | 226            | 7.2            | 4.9                        | 129        |

## Quart generació (NX; des del 2019-)

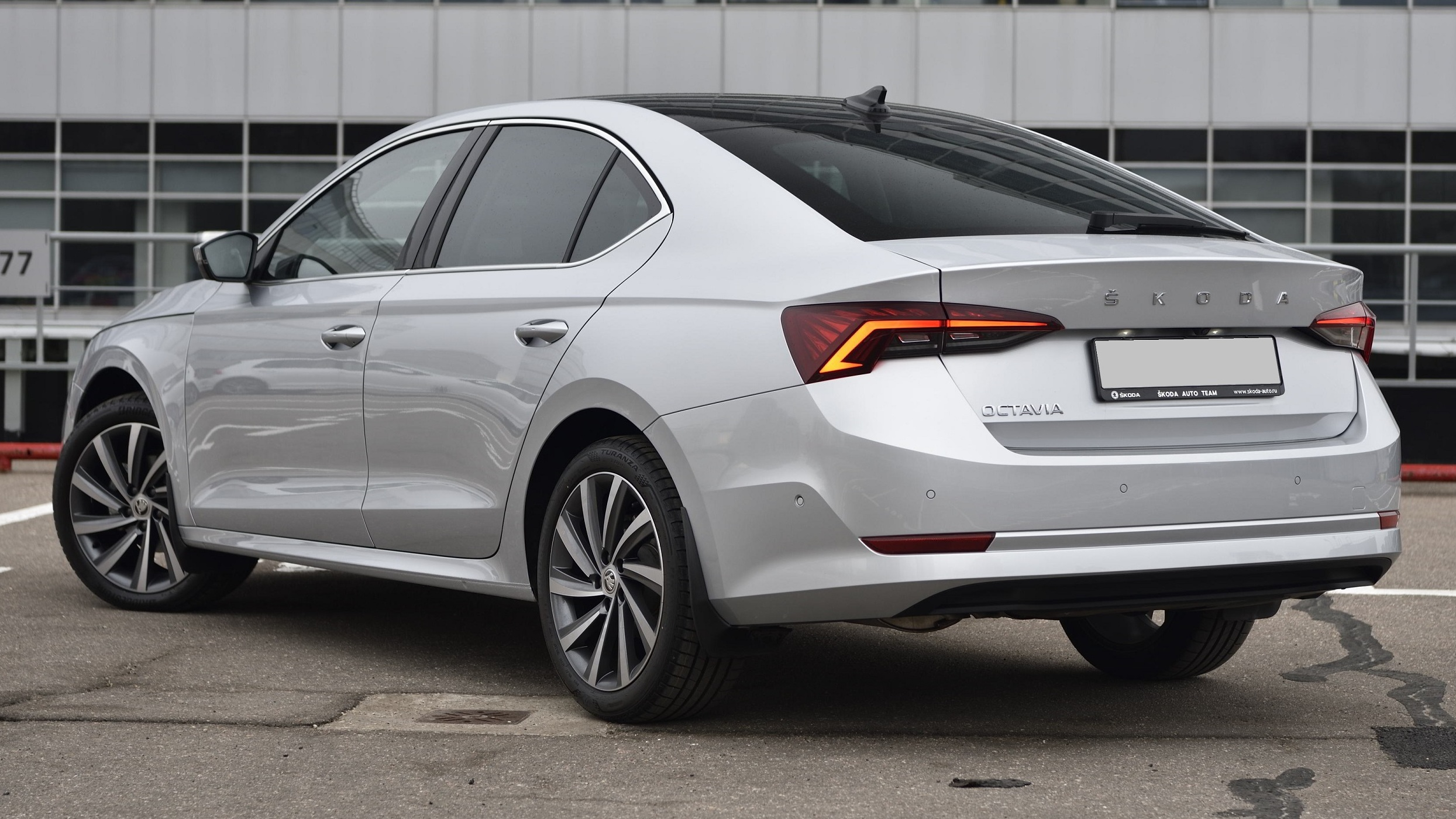

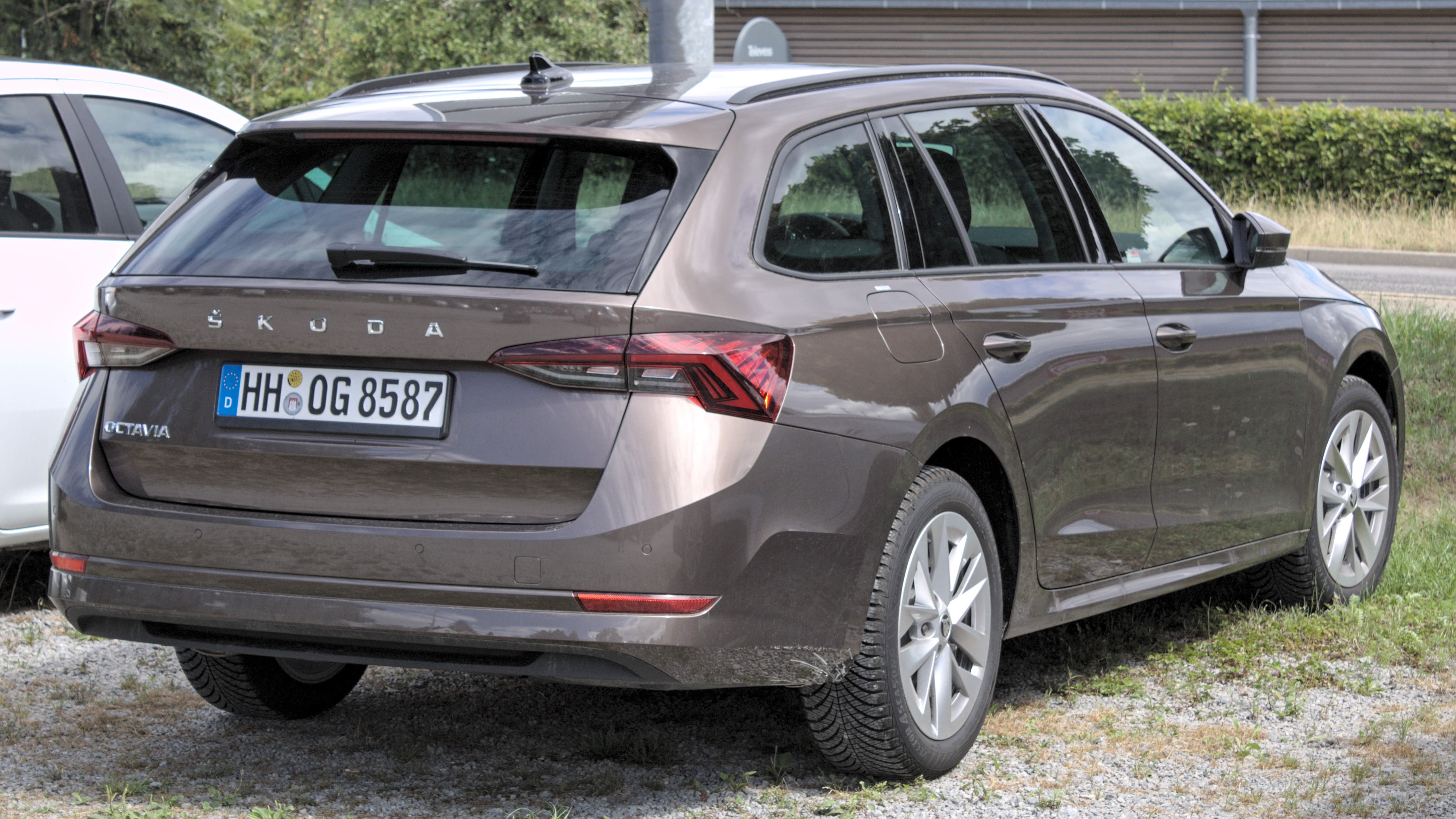
Octavia IV SW

L'11 de novembre de 2019 es va presentar la nova sèrie del Škoda Octavia que va sortir al mercat a principis de 2020.

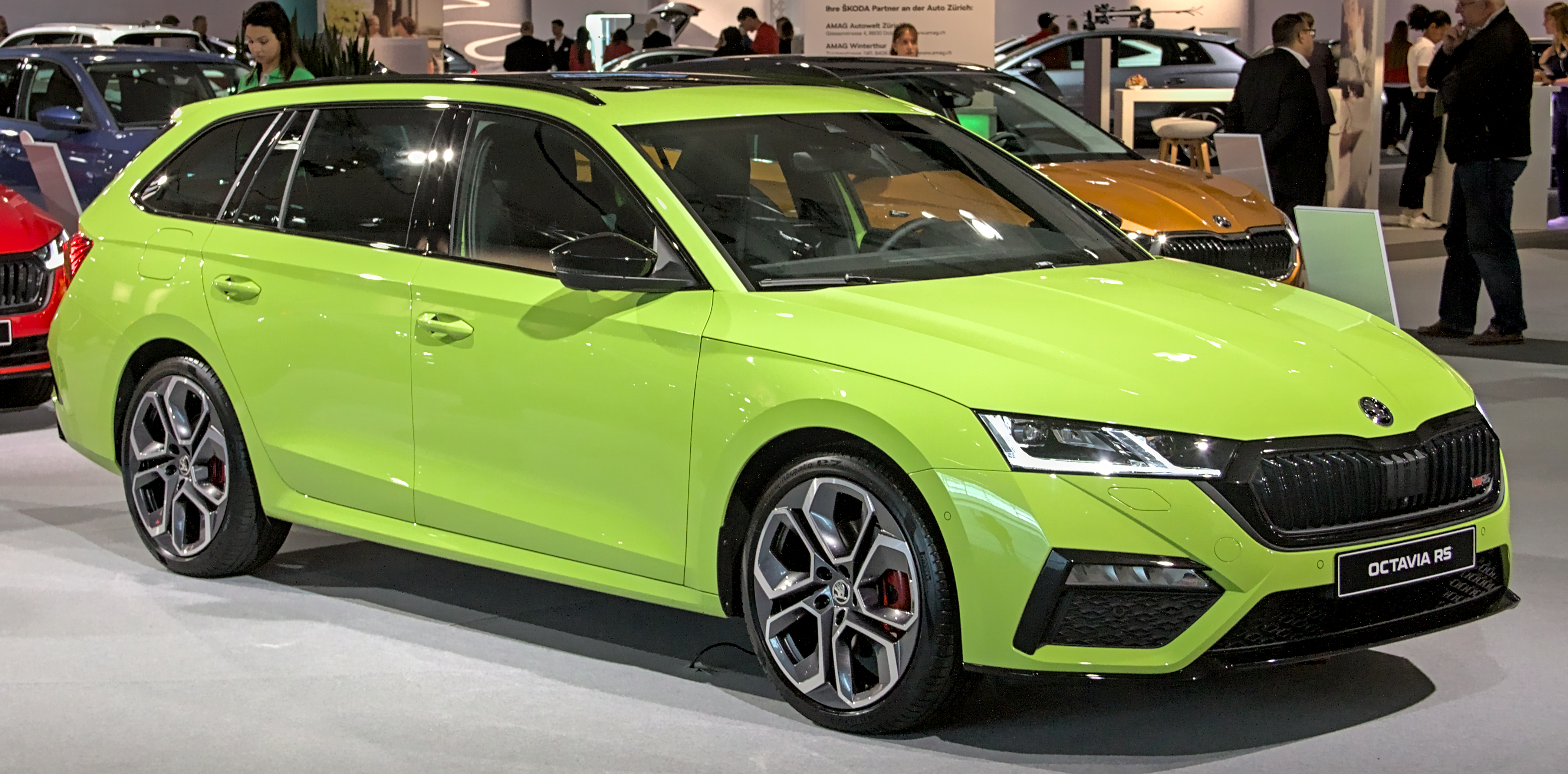